# Aventurin

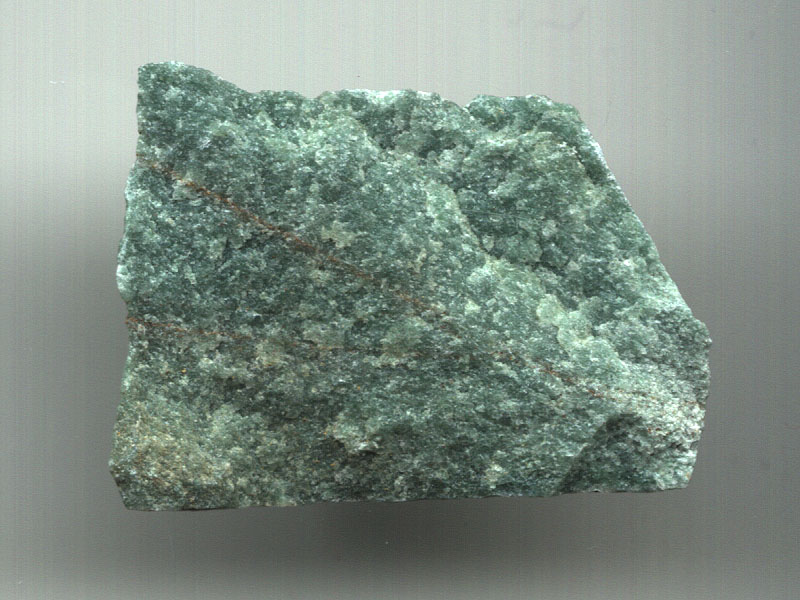
Surový aventurin

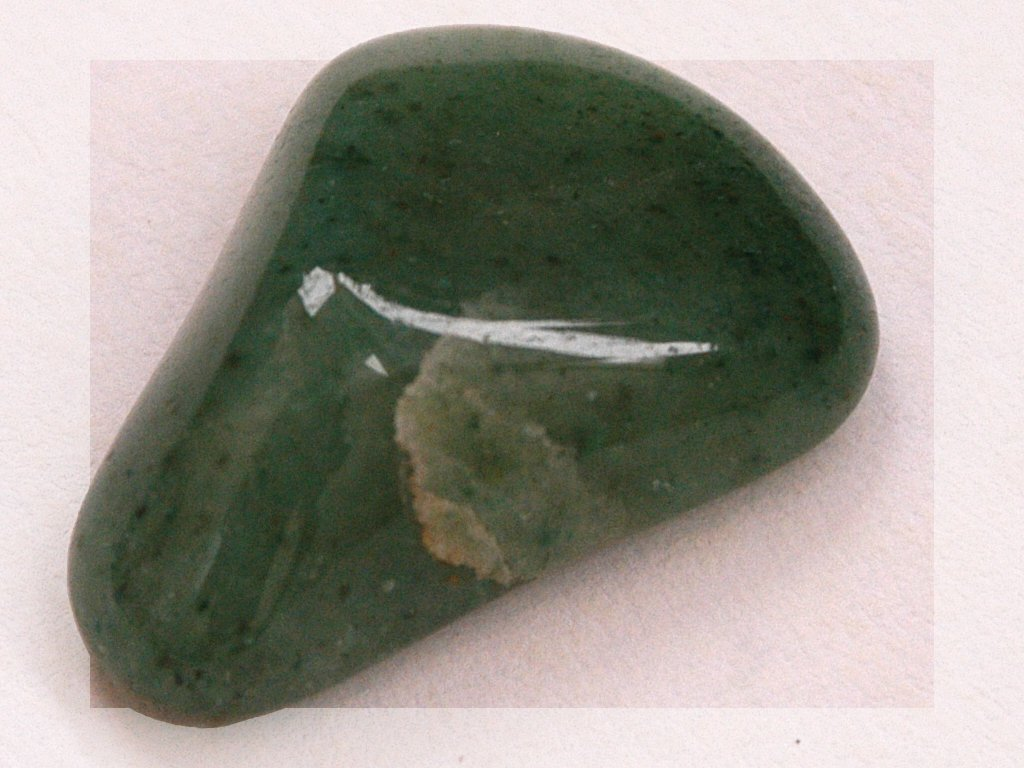
Zpracovaný aventurin

Aventurin je forma křemene vyznačující se průsvitností a přítomností šupinek nerostných uzavřenin (inkluzí), které způsobují třpytivě lesklý vzhled, zvaný avanturescence. Nejběžnější barva aventurinu je tyrkysová, ale může se vyskytovat také v oranžové, modré, hnědé, žluté nebo šedé.

## Popis a vlastnosti
Klasickou příměsí, která způsobuje stříbřitě zelený nebo modrý lesk avanturinu, jsou lupínky fuchsitu (druh muskovitové slídy). Oranžové a hnědé příměsi jsou řazeny k hematitům nebo goethitům. Hustota avanturinu kolísá mezi 2,64 až 2,69 a tvrdost je poněkud nižší než u čistého křemene, kolem hodnoty 6,5.
S oranžovým nebo červeným aventurinovým křemencem může být zaměňován aventurinový živec neboli sluneční kámen (sunstone), ačkoliv je obvykle průsvitnější. Aventurin je často pruhovaný a nadbytek fuchsitu může způsobit jeho neprůhlednost, takže ho na první pohled lze omylem považovat také za malachit.
Jméno avanturin se odvozuje z italského a ventura ve významu náhodně. Jedná se o odkaz na šťastný objev avanturinového skla čili zlatého kamene (goldstone) na začátku 18. století. Ačkoliv sklo bylo známo dříve, nejobvyklejší současnou imitací avanturinu a slunečního kamene je právě umělý zlatý kámen. Ten lze od pravých minerálů odlišit podle hrubých zrníček mědi rozptýlených ve skle nepřirozeně rovnoměrně. Nejčastěji bývá zlatohnědý, ale vyskytuje se i v modré nebo zelené barvě.

## Naleziště
Většina zelených a modrozelených avanturinů pochází z Indie (zejména z okolí Mysore a Madrasu), kde se jeho zpracováním zabývá mnoho řemeslníků. Smetanově bílé, šedé a oranžové nerosty se nacházejí v Chile, Španělsku a Rusku.

## Využití
Aventurin se obchodně uplatňuje hlavně k okrasným terénním úpravám v zahradách, jako stavební kámen, dekorace do akvárií, pro umělecké monumenty a ve šperkařství. Většina materiálu je zpracovávána do formy korálků a figurek a jen menší množství je vybroušeno do tvaru kabošonu pro zasazení do šperků.[zdroj?]